# Sinodo di Gerusalemme
Il Sinodo di Gerusalemme è stato un concilio generale della Chiesa ortodossa orientale, ossia una riunione di una significativa rappresentanza di tutti i suoi Vescovi, tenutosi in Terra santa nel 1672.
Il concilio fu convocato per contrastare e condannare l'eresia del calvinismo che, pur originata nella Chiesa occidentale, si stava infiltrando in Oriente per mezzo di Cirillo III, Patriarca ecumenico di Costantinopoli. Le sentenze del sinodo rappresentarono l'occasione per condannare molte dottrine del protestantesimo, tra cui la predestinazione e la negazione della transustanziazione. Per questo motivo è considerato il corrispettivo ortodosso del "Concilio di Trento" della Chiesa cattolica. Pur detenendo numerose caratteristiche proprie di un Concilio ecumenico, non viene comunemente annoverato nell'elenco.